# Lionel Hirlé
Pour les articles homonymes, voir Hirlé.
 (novembre 2024).
Il peut être nécessaire de l'améliorer pour respecter le principe de neutralité de point de vue. 

Vous pouvez aider à l'améliorer ou bien discuter des problèmes sur sa page de discussion.
- Il ne s’appuie pas, ou pas assez, sur des sources secondaires ou tertiaires. (Marqué depuis novembre 2024)
- Il ne présente actuellement aucune catégorie. Cela empêche d'y accéder ou de le retrouver simplement. Vous pouvez nous aider en le catégorisant. (Marqué depuis novembre 2024)
- Son texte doit être wikifié : il ne correspond pas à la mise en forme Wikipédia (style, typographie, liens internes, liens entre les wikis, etc.). (Marqué depuis novembre 2024)
- Son ton est trop promotionnel ou publicitaire, voire hagiographique. Le texte doit adopter un ton neutre et encyclopédique. (Marqué depuis novembre 2024)
- Son introduction est soit absente, soit non conforme aux conventions de Wikipédia. (Marqué depuis novembre 2024)

- Archive Wikiwix
- Bing
- Cairn
- DuckDuckGo
- E. Universalis
- Gallica
- Google
- G. Books
- G. News
- G. Scholar
- Persée
- Qwant
- (zh) Baidu
- (ru) Yandex
- (wd) trouver des œuvres sur Wikidata

Lionel Hirlé est un réalisateur français, né le 20 août 1986 à Strasbourg.

## Biographie
Lionel Hirlé est un réalisateur français, né le 20 août 1986 à Strasbourg.
Sa passion pour le cinéma se manifeste dès son enfance, après un voyage marquant aux États-Unis lors duquel il visite les studios Universal.
Dès l'enfance, il réalise ses premières vidéos avec des Lego.
Après avoir étudié à l'École Supérieure de Réalisation Audiovisuelle (ESRA) entre 2004 et 2007, Lionel Hirlé commence sa carrière en 2009 en duo avec Grégory Ohrel sous le nom Greg&Lio,,.
Ensemble, ils révolutionnent le clip musical[réf. nécessaire] avec des collaborations majeures pour des artistes comme Jain, Orelsan, Booba, Kaaris…
Leur travail est couronné par deux Victoires de la Musique, une nomination aux Grammy Awards, et un Latin Grammy Award.
Depuis 2018, Lionel Hirlé poursuit une carrière en solo.
Il continue de réaliser des clips pour des artistes de renom tels que Booba, Gringe, -M-, tout en explorant d'autres formats créatifs.
En 2022, il réalise son premier court métrage, #followme, suivi en 2024 par la série documentaire 20 piges : les 2 âges d’or du rap français.

## Filmographie sélective

### Clips (Greg&Lio, en duo avec Grégory Ohrel)
- « Jimmy » - Booba (2013)
- « Or Noir » - Kaaris (2013)
- « Des histoires à raconter » - Casseurs Flowters (2014)
- « Est-ce que tu m’aimes ? » - Maître Gims (2015)
- « Come » - Jain (2015)
- « Le mal est fait » - Gringe (2016)
- « Inachevés » - Casseurs Flowters (2016)
- « Makeba » - Jain (2016)
- « Dynabeat » - Jain (2017)
- « Basique » - Orelsan (2017)
- « Tout Va Bien » - Orelsan (2017)
- « Alright » - Jain (2018)
- « Pa Dentro » - Juanes (2018)
- « Scanner » - Gringe (2018)

### Clips (solo)
- « Pièces détachées » - Gringe (2019)
- « Thérapie » - M (2019)
- « Mona Lisa » - Booba feat. JSX (2021)

## Court métrage
“#followme” avec Oulaya Amamra et Gringe (2022)

## Série documentaire
« 20 piges : les 2 âges d’or du rap français » (2024) (5 épisodes de 45 min)